# Miltochrista euprepia
Miltochrista euprepia är en fjärilsart som beskrevs av George Francis Hampson 1900. Miltochrista euprepia ingår i släktet Miltochrista och familjen björnspinnare. Inga underarter finns listade i Catalogue of Life.

## Bildgalleri

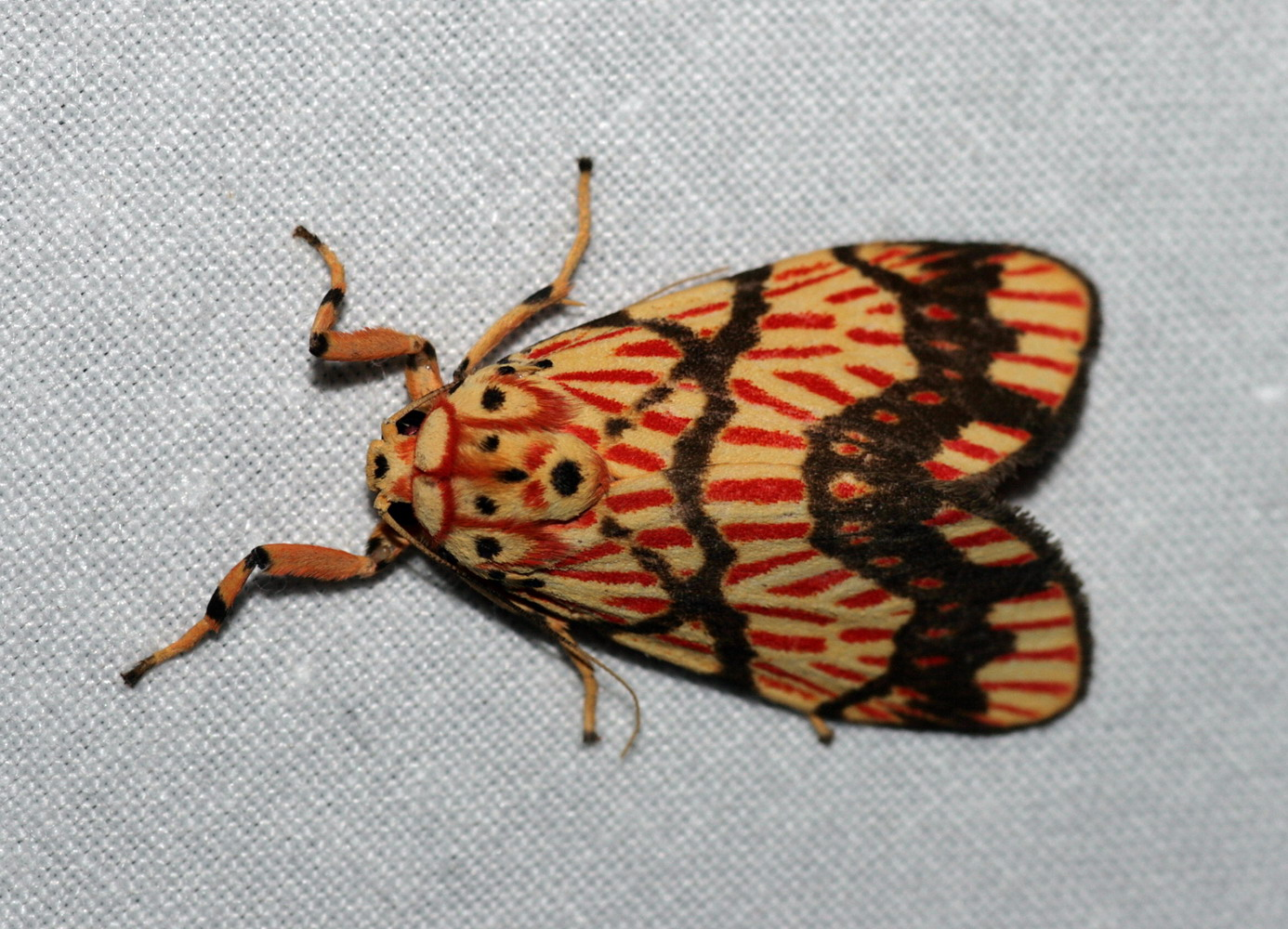
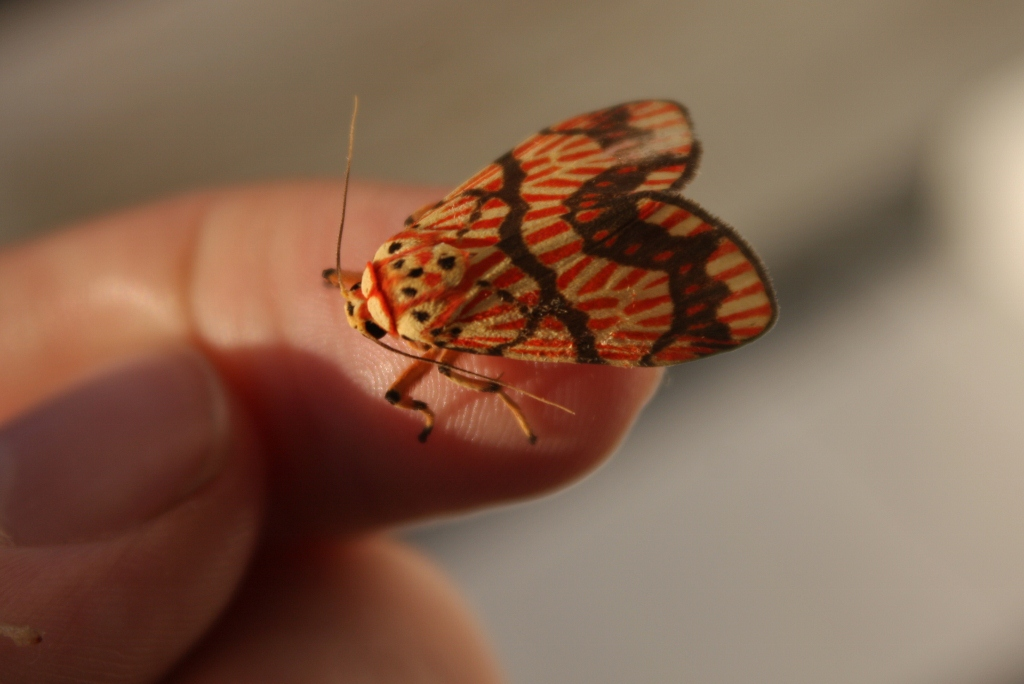
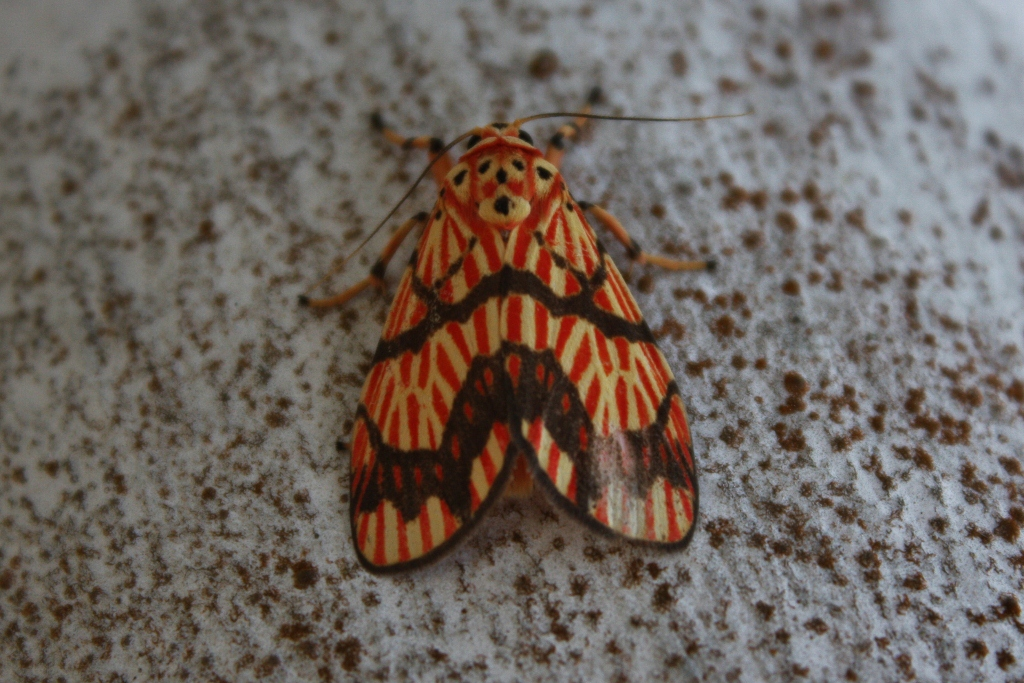